# Sherlock (2002)
Sherlock (engl. Alternativtitel Sherlock: Case of Evil oder Sherlock: A Case of Evil) ist ein britisch-amerikanisch-rumänischer Fernseh-Kriminalfilm. Er basiert auf den von Arthur Conan Doyle erfundenen Hauptfiguren Sherlock Holmes und Dr. Watson, die Handlung beruht jedoch nicht auf einer Doyle-Originalgeschichte. Der Film zeigt einen sehr jungen Holmes, ist also zeitlich vor den Doyle-Geschichten angesiedelt und stellt auch dar, wie Holmes und sein Assistent Dr. Watson sich kennenlernen.

## Handlung
Der Privatdetektiv Sherlock Holmes wird von einer Lady de Winter beauftragt, sie vor ihrem Erpresser zu schützen. Dieser Erpresser ist sein Erzfeind, der Schwerverbrecher Professor Moriarty, und Holmes verfolgt ihn durch die Straßen von London. In Notwehr schießt er auf Moriarty, der daraufhin in einen Abwasserkanal fällt. Er wird für tot gehalten, seine Leiche wird jedoch nicht gefunden. Durch die Presse-Berichterstattung zu diesem Fall erlangt Holmes den Ruf eines erfolgreichen Verbrecherjägers und wird auch von der Polizei bei schwierigen Fällen hinzugezogen.
Bald darauf beginnt eine Serie von Morden an Drogenhändlern. Der Pathologe Dr. Watson erkennt bei allen Opfern dieselbe ungewöhnliche Verfärbung im Gehirn und vermutet eine Vergiftung durch ein neuartiges, morphiumähnliches Rauschgift. Holmes studiert Watsons Obduktionsberichte und vermutet, dass Moriarty noch am Leben ist, da nur ein kriminelles Genie hinter den Morden stecken kann. Zudem hat Watson seine Opfer durch Einstichstellen in Form einem M „signiert“. Um seinen Ruf, der auf der angeblichen Tötung Moriartys aufbaut, nicht zu gefährden, erzählt Holmes der Polizei zunächst nichts von dem Verdacht. Sein Bruder Mycroft Holmes ermutigt ihn, Moriarty weiter zu verfolgen, da nur Sherlock intelligent genug sei, ihn irgendwann zu schnappen. Der gelähmte und gebrechliche Mycroft ist ein Opfer Moriartys, der ihn als jungen Mann rauschgiftabhängig machte. Der damals zwölfjährige Sherlock beobachtete einmal, wie Moriarty seinem Bruder eine Injektion setzte, und wird immer noch von der Erinnerung an diese Szene gequält.
Holmes recherchiert gemeinsam mit Watson weiter und macht die angebliche Lady de Winter ausfindig, die sich als die von Moriarty angeheuerte Schauspielerin Rebecca Doyle herausstellt. Er versteckt sie in seiner Wohnung, da sie nun auch von Moriarty verfolgt wird. Kurz darauf wird Holmes von Moriarty und seinen Handlangern entführt und an einen geheimen Ort gebracht, wo Moriarty ihm die neuartige, stark abhängig machende Substanz (später bekannt als Heroin) zeigt, mit der jener den Drogenhandel unter seine Kontrolle bringen will und für die er seine Konkurrenten aus dem Weg räumt. Er sperrt Holmes in einen Käfig und injiziert ihm die Droge, um die tödliche Dosis herauszufinden. Holmes überlebt einige Injektionen, bis ihm die Flucht gelingt. Zu Hause kuriert Watson ihn durch nach und nach sinkende Morphiumdosen von seiner Abhängigkeit. Rebecca pflegt ihn und die beiden verlieben sich ineinander.
Als es Holmes wieder besser geht, macht er Moriartys Versteck ausfindig und lässt es von der Polizei umstellen. Es kommt zu einem Schusswechsel mit Moriartys Handlangern, er selbst konnte das Gebäude aber gerade noch verlassen. Er nimmt Rebecca als Geisel, um Holmes zur Aufgabe zu zwingen. Holmes legt die Waffen nieder, Moriarty erschießt Rebecca aber trotzdem. Gemeinsam mit Watson und der Polizei verfolgt Holmes ihn weiter, bis es zu einem finalen Säbelduell im Uhrturm des Londoner Parlamentsgebäudes kommt. Von Holmes schwer verwundet, stürzt Moriarty durch das gläserne Zifferblatt in den sicheren Tod.

## Produktion
Der Film ist eine Koproduktion der Schweizer Pueblo Films mit den Fernsehsendern Box Television sowie USA Networks und wurde im November und Dezember 2001 in Bukarest gedreht, die Innenaufnahmen in den Studios von Castel Film. Die Erstausstrahlung in den USA war am 25. Oktober 2002, wo er 2005 unter dem Titel Sherlock: Case of Evil auf DVD erschien. Es wurde eine weitere Schnittfassung mit abweichender Laufzeit erstellt. Die deutschsprachige DVD-Version erschien 2010.

## Kritiken
Anita Gates von der New York Times schrieb: „‚Case of Evil‘ ist ein kompetenter, gut geschilderter Krimi, und er ist schrecklich hübsch, dank des Produktionsdesigners (Chris Roope) und des Kameramanns (Lukas Strebel). […] Der Film ist die meiste Zeit über augenzwinkernd. Zumindest lässt es der Regisseur Graham Theakston augenzwinkernd erscheinen, indem er genau das richtige Maß an Wissen anstrebt.“
Steve Lewis von Mystery*File meinte: „Ich denke, man kann ein lebenslanger Sherlock-Holmes-Fan sein und trotzdem Spaß an diesem Film haben. […] Obwohl es mehrere gut gemachte Versuche gab, Holmes‘ deduktive Fähigkeiten zu zeigen […] gibt es […] keinen großen Versuch, am Ende des Films etwas mehr als nur ein weiterer Actionstreifen zu sein. Die Atmosphäre und das allgemeine Ambiente sind jedoch gut gemacht […] Ich war selbst überrascht, dass ich mich im Laufe des Films immer mehr für die Charaktere erwärmte.“

## Synchronisation
Das Dialogbuch zur deutschen Synchronfassung schrieb Jesco Wirthgen.
| Figur              | Darsteller        | Deutscher Sprecher |
| ------------------ | ----------------- | ------------------ |
| Sherlock Holmes    | James D’Arcy      | Markus Pfeiffer    |
| Dr. Watson         | Roger Morlidge    | Gerrit Schmidt-Foß |
| Prof. Moriarty     | Vincent D’Onofrio | Boris Tessmann     |
| Rebecca Doyle      | Gabrielle Anwar   | Christin Marquitan |
| Mycroft Holmes     | Richard E. Grant  | Stefan Staudinger  |
| Ben Harrington     | Struan Rodger     | Bodo Wolf          |
| Henry Coot         | Peter-Hugo Daly   | Dirk Müller        |
| Inspektor Lestrade | Nicholas Gecks    | Eberhard Haar      |

## Belege
1. ↑   Freigabebescheinigung für Sherlock. Freiwillige Selbstkontrolle der Filmwirtschaft, November 2009 (PDF; Prüfnummer: 120 722 V).
2. ↑  Credits. In: IMDb. Abgerufen am 30. Juli 2022: „executive producer (recut version)“
3. ↑  vollständiger Film auf YouTube, abgerufen am 30. Juli 2022 (Angabe 90 Min.).
4. ↑  Übersicht. In: Letterboxd. Abgerufen am 30. Juli 2022 (englisch, Angabe 96 Min.).
5. ↑  Young Sherlock, Before the Cap and Pipe bei nytimes.com.
6. ↑  Sherlock–‚Case of Evil‘ bei mysteryfile.com, abgerufen am 6. September 2022.